# 둥켈

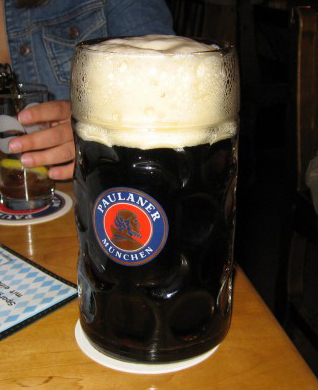
파울라너 둥켈

둥켈(독일어: Dunkelbier 둥켈비어[*])은 독일계 하면발효맥주의 일종이다. "둥켈"은 독일어로 "어둡다(dark)"라는 뜻으로, 이름 그대로 어두운 색을 띤다. 하면발효맥주답게 흑맥주 치고는 부드러운 맛이 특징이다.

## 같이 보기
- 헬레스
- 슈바르츠비어